# Puglianello
Puglianello – miejscowość i gmina we Włoszech, w regionie Kampania, w prowincji Benewent.
Według danych na I 2009 gminę zamieszkiwało 1406 osób przy gęstości zaludnienia 169,4 os./km².